# Argentin kékcsőrű réce

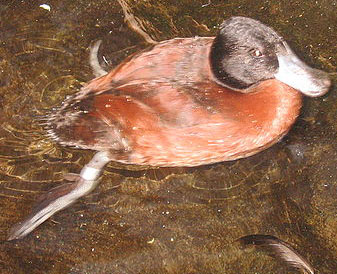
Hím

Az argentin kékcsőrű, más néven argentínai tavi réce vagy argentínai vörös réce (Oxyura vittata) a madarak osztályának a lúdalakúak (Anseriformes) rendjébe, ezen belül a récefélék (Anatidae) családjába, azon belül pedig a halcsontfarkú réceformák (Oxyurinae) alcsaládjába tartozó faj.

## Előfordulása
Dél-Amerika déli részén, Argentína és Chile területén honos, de télen néha Brazíliába és Paraguayba is átvándorol.

## Megjelenése
Testhossza 40 centiméter, testtömege 640 gramm. A hím feje fekete, teste vörösbarna, a tojó barna testű, fehér torkú, vízszintes fehér csík van a szeme alatt is.

## Életmódja
Szárazföldön ügyetlen a mozgása, mert a lába szokatlanul hátul van. Így többnyire vízben tartózkodik, onnan táplálkozik és igen ritkán repül.

## Szaporodása
Ez a réce arról nevezetes, hogy bár madaraknak általában nincs erősen kidudorodó nemi szervük, ez a réce a gerincesek között testsúlyához viszonyítva a leghosszabb ivarszervvel rendelkezik, ami lanyha állapotban spirális alakba csavarodik, de merev állapotában többé-kevésbé kiegyenesedve egyes példányoknál eléri az állat testhosszát is, még ha általában 20 cm-nél nem is hosszabb. Egyes elméletek szerint a hosszú ivarszerv a víz alatti közösülést segíti elő, a sertés hegy pedig a válogatás nélkül közösülő madarak közötti nemi vetélkedés eredményeképpen fejlődött ki, ami a palackmosó kefe mintájára az előző közösülésből származott ondó eltávolítására szolgál. Ennél a récénél a hím hosszú csavaros ivarszerve a tojó csavaros hüvelyével párosul, ez utóbbi azonban az ellenkező irányban sodródik. A hím sokszor erőszakot próbál tenni a tojón, de a bonyolult nemi geometria a tojó segítségére szolgál abban, hogy eldöntse, kitől akar megtermékenyülni, és az erőszak eredménye igen ritkán vezet megtermékenyüléshez.